# Kanazawa
Kanazawa (金沢市, Kanazawa-shi) és una ciutat del Japó, capital de la prefectura d'Ishikawa, a la regió de Hokuriku, al Japó.
Està situada a la riba del mar del Japó, al sud-oest de la península de Noto, envoltada pels Alps japonesos. Té un port actiu, indústries tèxtils (seda i fibres sintètiques) i d'artesania. La ciutat conserva l'aspecte d'antiga ciutat fortalesa feudal, i entre els seus atractius destaca el jardí de Kenroku, que és un dels jardins japonesos més cèlebres.

## Ciutats agermanades
- Buffalo, Nova York, Estats Units d'Amèrica
- Porto Alegre, Brasil
- Irkutsk, Rússia
- Gant, Bèlgica
- Nancy, França
- Suzhou, Jiangsu, Xina
- Jeonju, Corea del Sud